# Česnica

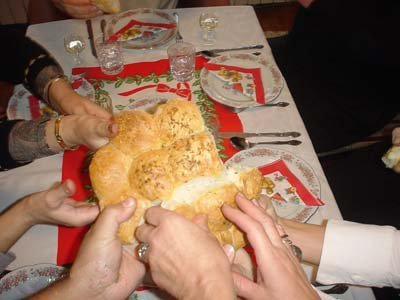
Cesnica.

El Česnica es un pan de soda muy tradicional en la cocina serbia que se elabora especialmente en Navidad. Es muy común poner dentro del pan una moneda de plata que simboliza suerte y salud durante todo el año que viene para el comensal de la familia que la encuentra en su porción. La moneda de plata se devuelve siempre al cabeza de familia, que la emplea cada año al elaborar el pan de nuevo. Se suelen poner otras cosas dentro, en lugar de la moneda, por ejemplo una astilla de Badnjak (un roble serbio especial), una nuez, etc.